# Żabin Graniczny
Żabin Graniczny [pronunciación en polaco: /ˈʐabin ɡraˈnit͡ʂnɨ/] es una aldea ubicada en el distrito administrativo de Gmina Banie Mazurskie, dentro del condado de Gołdap, Voivodato de Varmia y Masuria, en el norte de Polonia, a 200 metros desde la frontera con el Óblast de Kaliningrado de Rusia. Se encuentra a unos 11 kilómetros al norte de Banie Mazurskie, a 16 kilómetros al oeste de Gołdap, y a 120 kilómetros al noreste de la capital regional Olsztyn.